# 雪莉·兰辛
雪莉·兰辛（英語：Sherry Lansing，1947年7月31日—）是美国前女演员和电影公司高管。 雪莉·兰辛是派拉蒙影业集团的前首席执行官，她也曾是20世纪福斯电影公司的制片总裁，是好莱坞史上首位女性电影公司领导人。1996年，雪莉·兰辛成为首位被电影先锋基金会（Foundation of the Motion Picture Pioneers）评选出来的女性“年度先锋”，同时，她也是第一个获得好莱坞星光大道“星型奖章”的女性电影公司负责人。2005年，她又成为第一个在格劳曼中国戏院前留下手印和足印的女性电影公司领袖。2001年，雪莉·兰辛入选《女士家庭期刊》评选的“全美三十大最具权势女性榜”，而在《好莱坞报道》评选的2003年度“百大权力榜”中，她名列第四。

## 主要作品

### 制片人身份
- 《不道德的交易》（1993年）电影

- 《校园风云（英语：School Ties）》（1992年）电影

- 《黑雨》（1989年）电影

- 《被告》（1988年）电影

### 演员身份
- 《无敌铁探长（英语：Ironside (1967 TV series)）》（1971年）电视剧

- 《丹·奥古斯特（英语：Dan August）》（1971年）电视剧

- 《擒贼擒王（英语：Rio Lobo）》（1970年）电影

- 《爱的叛逆（英语：Loving (1970 film)）》（1970年）电影

- 《好家伙（英语：The Good Guys (1968 TV series)）》（1968年）电视剧